# Sony Pictures Home Entertainment

Logotipo usado desde 2004.

Sony Pictures Home Entertainment (abreviado como SPHE) é a distribuidora de home video da Sony Pictures Entertainment, uma subsidiária da Sony Corporation. Foi fundada em 1978 como "Columbia Pictures Home Entertainment", até a mudança de nome para Sony Pictures Home Entertainment em novembro de 2004.
A SPHE é responsável pela distribuição da biblioteca da Sony Pictures para entretenimento doméstico, principalmente lançamentos do Sony Pictures Motion Picture Group (Columbia Pictures, TriStar Pictures, Sony Pictures Classics e Screen Gems), bem como lançamentos da Sony Pictures Worldwide Acquisitions (Triumph Films, Destination Films, Stage 6 Films e Affirm Films). A SPHE também lança e distribui produções da Revolution Studios, The Criterion Collection e Lionsgate Home Entertainment. Desde 20 de junho de 2007, a SPHE cuida da distribuição de conteúdo infantil anteriormente administrado pelo selo Sony Wonder da Sony BMG.
A SPHE também é responsável pela distribuição de programas de televisão da biblioteca da Sony Pictures Television, incluindo aqueles produzidos por Screen Gems, Columbia Pictures Television, TriStar Television, Tandem Productions, TOY Productions, ELP Communications, Four D Productions, Columbia TriStar Television e Sony Pictures Television. Em algumas ocasiões, a empresa distribuiu títulos de televisão pertencentes à Universal Pictures Home Entertainment e Warner Bros. Home Entertainment.
A SPHE distribui filmes de anime ou programas de televisão ou filmes japoneses/asiáticos licenciados pela Funimation (agora conhecida como Crunchyroll, LLC) após seu contrato de vários anos de distribuição de vídeo doméstico com a Universal Pictures Home Entertainment.
Em 2024, a Walt Disney Studios Home Entertainment fez um acordo de licenciamento com a SPHE para lançamentos em DVD e Blu-Ray, de títulos novos e de catálogo, abrangendo as produções da Walt Disney Pictures, Marvel Studios, Lucasfilm Ltd., 20th Century Studios.